# Боуи, Энтони
Энтони Ли Боуи (англ. Anthony Bowie; родился 9 ноября 1963, Талса, Оклахома) — американский профессиональный баскетболист.

## Карьера игрока
Играл на позициях легкого форварда и атакующего защитника. В 1986 году был выбран на драфте НБА под общим 66-м номером командой «Хьюстон Рокетс». В общей сложности отыграл 8 сезонов в НБА за клубы «Сан-Антонио Спёрс», «Хьюстон Рокетс», «Нью-Йорк Никс» и «Орландо Мэджик», с которым он дошёл до финала НБА 1995 года. Будучи типичным игроком, выходящим на замену, обладал хорошим дальним броском и славился умением играть в защите. Параллельно, выступал в итальянских, греческих, литовских клубах, где стал победителем Евролиги в составе каунасского «Жальгириса». Завершил спортивную карьеру в пермском «Урал-Грейте», завоевав напоследок и титул чемпиона России.

## Трипл-дабл
Наиболее памятный момент в карьере Боуи произошёл 9 марта 1996 года в игре против «Детройт Пистонс». В том матче «Мэджик» лидировали с большим преимуществом, когда за считанные секунды до окончания игрового времени Боуи обнаружил, что имеет 20 очков, 9 подборов и 9 результативных передач. Энтони прекрасно понимал, что другой возможности для игрока скамейки совершить трипл-дабл может не представиться. Поэтому, совершив свой 10-й подбор за 4 секунды до истечения игрового времени, Боуи немедленно взял тайм-аут к ярости тренера команды Брайана Хилла, который, осознав намерения своего игрока, демонстративно ушёл со скамейки запасных, предоставив Боуи самому распоряжаться оставшимся временем.
В ярость от такого неспортивного поведения игрока пришёл и тренер «Детройт Пистонс» Даг Коллинз, который вовсе хотел увести своих игроков в раздевалку, но всё же приказал просто встать у боковой линии и не мешать сопернику отдавать 10-ю результативную передачу. После чего Боуи получив мяч, отдал его открытому под кольцом Дэвиду Вону, который без сопротивления со стороны соперников забил мяч сверху, обеспечив партнёра 10-й результативной передачей. После этого Боуи попытался принести извинения тренеру соперников, но Даг Коллинз отказался общаться с ним и молча увел свою команду в подтрибунное помещение. На послематчевой пресс-конференции тренер «Орландо Мэджик» открыто назвал поведение своего игрока позорным. Боуи, однако, остался вполне доволен своим «достижением».
Сегодня этот случай часто упоминается в случае, когда игрок умышленно пытается подправить свою игровую статистику. Среди подобных случаев можно упомянуть эпизод, когда защитник «Кливленд Кавальерс» Рики Дэвис попытался на последних секундах матча бросить по своему собственному кольцу, чтобы забрать 10-й подбор. Или попытку игрока «Атланты Хокс» Боба Суры умышленно промазать по кольцу соперника, чтобы также подобрать в 10-й раз. В обоих этих случаях, трипл-даблы были отменены лигой, как противоречащие духу правил.

## Статистика

### Статистика в НБА
| Сезон                                                                                    | Команда     | Регулярный сезон | Регулярный сезон | Регулярный сезон | Регулярный сезон | Регулярный сезон | Регулярный сезон | Регулярный сезон | Регулярный сезон | Регулярный сезон | Регулярный сезон | Регулярный сезон | Серия плей-офф | Серия плей-офф | Серия плей-офф | Серия плей-офф | Серия плей-офф | Серия плей-офф | Серия плей-офф | Серия плей-офф | Серия плей-офф | Серия плей-офф | Серия плей-офф |
| Сезон                                                                                    | Команда     | GP               | GS               | MPG              | FG%              | 3P%              | FT%              | RPG              | APG              | SPG              | BPG              | PPG              | GP             | GS             | MPG            | FG%            | 3P%            | FT%            | RPG            | APG            | SPG            | BPG            | PPG            |
| ---------------------------------------------------------------------------------------- | ----------- | ---------------- | ---------------- | ---------------- | ---------------- | ---------------- | ---------------- | ---------------- | ---------------- | ---------------- | ---------------- | ---------------- | -------------- | -------------- | -------------- | -------------- | -------------- | -------------- | -------------- | -------------- | -------------- | -------------- | -------------- |
| 1988/89                                                                                  | Сан-Антонио | 18               | 5                | 24,3             | 50,0             | 20,0             | 66,7             | 3,1              | 1,6              | 1,0              | 0,2              | 8,6              | Не участвовал  | Не участвовал  | Не участвовал  | Не участвовал  | Не участвовал  | Не участвовал  | Не участвовал  | Не участвовал  | Не участвовал  | Не участвовал  | Не участвовал  |
| 1989/90                                                                                  | Хьюстон     | 66               | 0                | 14,1             | 40,6             | 28,6             | 74,1             | 1,8              | 1,5              | 0,6              | 0,1              | 4,3              | 2              | 0              | 2,0            | 0,0            | -              | -              | 0,0            | 0,0            | 0,0            | 0,0            | 0,0            |
| 1991/92                                                                                  | Орландо     | 52               | 26               | 33,1             | 49,3             | 38,6             | 86,0             | 4,7              | 3,1              | 1,1              | 0,7              | 14,6             | Не участвовал  | Не участвовал  | Не участвовал  | Не участвовал  | Не участвовал  | Не участвовал  | Не участвовал  | Не участвовал  | Не участвовал  | Не участвовал  | Не участвовал  |
| 1992/93                                                                                  | Орландо     | 77               | 45               | 22,9             | 47,1             | 31,3             | 79,8             | 2,5              | 2,3              | 0,7              | 0,2              | 8,0              | Не участвовал  | Не участвовал  | Не участвовал  | Не участвовал  | Не участвовал  | Не участвовал  | Не участвовал  | Не участвовал  | Не участвовал  | Не участвовал  | Не участвовал  |
| 1993/94                                                                                  | Орландо     | 70               | 0                | 13,5             | 48,1             | 5,6              | 83,7             | 1,7              | 1,5              | 0,5              | 0,2              | 4,6              | 2              | 0              | 6,5            | 0,0            | -              | -              | 0,0            | 0,0            | 0,0            | 0,0            | 0,0            |
| 1994/95                                                                                  | Орландо     | 77               | 4                | 16,4             | 48,0             | 30,0             | 83,6             | 1,8              | 2,1              | 0,6              | 0,3              | 5,5              | 17             | 0              | 6,9            | 50,0           | 71,4           | 88,9           | 0,7            | 1,1            | 0,1            | 0,1            | 3,2            |
| 1995/96                                                                                  | Орландо     | 74               | 4                | 14,6             | 47,1             | 38,7             | 87,0             | 1,7              | 1,4              | 0,5              | 0,1              | 4,2              | 12             | 1              | 12,7           | 48,1           | -              | 100,0          | 1,4            | 1,2            | 0,3            | 0,2            | 2,5            |
| 1997/98                                                                                  | Нью-Йорк    | 27               | 3                | 8,3              | 54,2             | 75,0             | 88,9             | 1,0              | 0,4              | 0,2              | 0,1              | 2,8              | 7              | 0              | 3,3            | 50,0           | -              | -              | 0,0            | 0,1            | 0,1            | 0,0            | 0,6            |
|                                                                                          | Всего       | 461              | 87               | 18,1             | 47,5             | 31,8             | 82,4             | 2,2              | 1,8              | 0,6              | 0,2              | 6,4              | 40             | 1              | 7,8            | 48,0           | 71,4           | 92,3           | 0,7            | 0,8            | 0,1            | 0,1            | 2,2            |
| Наведите курсор мыши на аббревиатуры в заголовке таблицы, чтобы прочесть их расшифровку. |             |                  |                  |                  |                  |                  |                  |                  |                  |                  |                  |                  |                |                |                |                |                |                |                |                |                |                |                |

### Статистика в других лигах
| Сезон | Команда             | Лига     | GP | GS | MPG  | FG%  | 3P%  | FT%  | RPG | APG | SPG | BPG | PFL | TOV | PPG  |
| --- | ------------------- | -------- | -- | -- | ---- | ---- | ---- | ---- | --- | --- | --- | --- | --- | --- | ---- |
| 2000/01 | Фортитудо (Болонья) | Евролига | 10 | 10 | 27,0 | 50,0 | 45,5 | 86,7 | 3,6 | 1,0 | 0,8 | 0,2 | 2,0 | 1,8 | 11,1 |
| 2001/02 | Урал-Грейт          | Евролига | 10 | 6  | 26,1 | 37,9 | 30,0 | 70,0 | 2,9 | 2,8 | 0,8 | 0,2 | 2,3 | 2,4 | 6,7  |
| Всего | Всего               | Всего    | 20 | 16 | 26,6 | 44,5 | 38,1 | 80,0 | 3,3 | 1,9 | 0,8 | 0,2 | 2,2 | 2,1 | 8,9  |
| Наведите курсор мыши на аббревиатуры в заголовке таблицы, чтобы прочесть их расшифровку Статистика приведена с сайта basketball.realgm.com |                     |          |    |    |      |      |      |      |     |     |     |     |     |     |      |